# ヘスス・シルベストレ
ヘスス・シルベストレ（Jesus Silvestre、1989年11月28日 - ）は、メキシコのプロボクサー。元WBA世界ミニマム級暫定王者。ナヤリット州テピク出身。

## 来歴

### ミニマム級
2006年12月14日、プロデビュー。3回KO勝ち。
デビューから8戦連続でKO勝ちを収めていたシルベストレだったが、2008年4月18日、後にWBA世界ライトフライ級暫定王者になるホセ・アルフレド・ロドリゲスと対戦し、6回判定負けで初敗戦を喫した。
2008年11月15日、フリオ・セサール・フェリックスとWBCユース世界ミニマム級暫定王座決定戦に登場し、2-0(94-94、2者が96-93)の僅差判定勝ちを収め王座の獲得に成功した(同王座は1度も防衛することなく返上)。
2010年1月23日、後にWBOで2階級制覇するドニー・ニエテスとフィリピン・パサイのクネタ・アストロドームで対戦し、自身初のKO負けとなる10回1分37秒TKO負けを喫した。
2011年2月5日、WBA世界ミニマム級王者クワンタイ・シッモーセンの挑戦権を賭け、ヤディアー・エスコバーと対戦し、3回KO勝ち。王座挑戦権を獲得した。
2011年6月25日、ウリセス・ララとWBAフェデセントロミニマム級王座決定戦で対戦し、2-1の判定勝ちを収め、王座獲得に成功した。同王座は1度防衛した。
2011年11月7日、タイ・ノーンカーイ県でパイパロープ・ゴーキャットジムとWBA世界ミニマム級暫定王座決定戦で対戦するも、前半はパイパロープペースで進み、逆に後半はシルベストレがスタミナ切れのパイパロープを攻めるも、12回0-3(112-116、113-115、114-115)の判定負けを喫し、前半の苦戦が響き王座獲得に失敗した。パイパロープは試合後に急激な減量が後半の急激な失速になったと言われたため逆に消化不良の試合になり、後味が悪くなった。
2012年7月14日、パイパロープ・ゴーキャットジムが同年1月7日にタイ・ロッブリー県の路上でプロボクサー仲間とバイクの2人乗りをして職務質問を受けた際に覚せい剤を100錠所持していた為、麻薬取締法違反で逮捕され、同年5月10日にWBA世界ミニマム級暫定王座を剥奪されたことに伴いナヤリット州テピクのエル・パレンケ・デ・ラ・フェリアで行われたWBA世界ミニマム級暫定王座決定戦でWBA世界ミニマム級4位エドウィン・ディアス(パナマ)と対戦し、シルベストレは7回にヒッティングで1点減点されるも減点の影響を受けず、12回3-0(119-110、118-112、117-111)の判定勝ちを収め悲願の王座獲得に成功した。
2012年10月6日、テピクのエル・パレンケ・デ・ラ・フェリアでWBA世界ミニマム級9位の三田村拓也（ワールドスポーツ）と対戦し、4回40秒TKO勝ちを収め、初防衛に成功した。
2013年4月6日、ミチョアカン州サモラ・デ・イダルゴでルイス・カルロス・レオン（コロンビア）とミニマム級契約10回戦を行い、6回2分4秒TKO勝ちを収めた。
2013年6月1日、WBAから正規王者宮崎亮（井岡）との指名試合の交渉を開始し、同月30日までに対戦交渉がまとまらなければ興行権の入札になるとの通告を受けた。
2013年9月11日、ボディメーカーコロシアムで正規王者宮崎亮（井岡）と王座統一戦を行い、12回0-2（114-114、114-115、113-115）の判定負けを喫し王座統一と2度目の防衛に失敗、暫定王座から陥落すると共に1年2ヵ月保持していた暫定王座は正規王座に吸収される形で消滅した。
2014年1月4日、ハリスコ州グアダラハラのポリデポルティーボ・リオ・デ・ハネイロでヘスス・レイエス（メキシコ）と対戦し、3-0の判定勝ちを収め再起に成功した。
2014年11月19日、WBAはWBA世界ミニマム級王者ヘッキー・ブドラーとWBA世界ミニマム級2位のシルベストレとの間での指名試合の交渉を同日から同年12月19日までの間に行い、同年12月20日までの交渉は禁止の上で対戦交渉が行為に至らない場合は入札になるとの指令を出した。
2015年2月21日、モナコモンテカルロのモンテカルロ・スポーティングでWBA・IBO世界ミニマム級王者のヘッキー・ブドラーと対戦する予定だったが、シルベストレが前日計量で規定より18g体重超過があり計量失格になった為、ブドラーが勝てばWBA王座とIBO王座を防衛しシルベストレが勝てばWBA王座とIBO王座も空位になる条件で通常に行われ、試合はシルベストレが12回0-3（110-117、112-115、111-116）の判定負けを喫した。

### ライトフライ級
2016年2月6日、メキシコシティでフアン・エルナンデスと対戦し、2回2分34秒TKO負けを喫した。
2020年12月18日、WBA世界ライトフライ級王者カルロス・カニサレスと対戦する予定だったが、シルベストレが前日に大幅な体重超過があった為試合は中止になった。

### フライ級
2022年6月11日、ロバルネチェアのギムナシオ・ムニシパルでWBOラテンアメリカフライ級王者のアンドレス・カンポスと対戦し、10回0-3(90-100、94-96、91-99)の判定負けを喫した。

## 獲得タイトル
- WBAフェデセントロミニマム級王座
- WBC世界ミニマム級暫定ユース王座
- WBA世界ミニマム級暫定王座（防衛1）